# Raión de Armavir (RSFSR)
El raión de Armavir (Армавирский район) fue una unidad territorial y administrativa del óblast del Sudeste, del krai del Cáucaso Norte y del krai de Azov-Mar Negro de la RSFSR de la Unión Soviética, entre 1924 y 1936, con centro en la ciudad de Armavir.

## Historia
El raión de Armavir se formó el 19 de julio de 1924 como parte del ókrug de Armavir del óblast del Sudeste. El 16 de octubre de 1924 el óblast se transformó en el krai del Cáucaso Norte.
A principios de 1925, el raión incluía 15 selsoviet: Baronovski, Beskorbenski, Volni, Gorkobalkovski, Kamyshevakhski, Kovalevski, Kosiakinski, Krásnaya Poliana, Liapinski, Mirni, Novokubanski, Prochnookopski, Steblievski, Urupski y Forstadtski.
El 6 de noviembre de 1929, varios selsoviet de los abolidos raiones de Voznesénskaya (Voznesenski, Gryaznushenski, Yereminski, Koblovski, Pervosinyukjinski, Sladki, Soyuz 5 jutorov, Soyuz 16 jutorov y Upornenski) y de Uspénskoye (Zapadni, Konokovski seló, Konokovski aul, Kurgokovski, Leonovski, Malaminski, Marinski, Nikoláyevski, Panteleimónovski, Seredninski, Soyuz yuzhnij jutorov, Trejselski, Ubezhenski, Urupski aul, y Uspenski). Al mismo tiempo, el selsoviet Kamyshevatski fue trasladado del raión de Armavir al de Novoaleksándrovsk.
En 1930, se abolió el sistema de ókrug en la URSS, por lo que el raión quedó directamente subordinada al krai del Cáucaso Norte. El 10 de enero de 1934, el raión fue asignado al krai de Azov-Mar Negro.
Durante la reforma de 1934, el raión de Uspénskoye se separó del raión de Armavir. Como resultado, 12 selsoviets (Baronovski, Gorkobalkovski, Izmailovski, Kamyshevajski, Kovalevski, Kosyakinski, Krasnopolyanski, Liapinski, Mirni, Novokubanski, Prochnookopski, Forshtadtski) y el jútor Jutorok permanecieron en el raión de Armavir.
El 20 de junio de 1936, la ciudad de Armavir recibió el estatus de ciudad de subordinación regional y fue eliminada del raión. En este sentido, el centro administrativo se trasladó a la stanitsa Novokubánskaya y el raión en sí pasó a llamarse Novokubánskaya. Sin embargo, durante algún tiempo el nombre del raión de Armavir siguió utilizándose en los documentos oficiales.